# Logroño
Logroño er hovedstad i La Rioja, en provins og autonom region i Spanien.
Byen har ca. 150.000 indbyggere og ligger på floden Ebro.
42°28′12″N 2°26′44″V / 42.47°N 2.4456°V